# The Cairns Post
Pour les articles homonymes, voir Cairns (homonymie).
The Cairns Post est un journal quotidien australien, publié à Cairns, dans l'État du Queensland.
Sous sa forme et son titre actuels, le journal existe depuis le 5 juillet 1909.

## Histoire
La genèse de l'actuel Cairns Post est relativement complexe, puisque le quotidien actuel résulte de la fusion successive de plusieurs périodiques publiés entre 1883 et 1909.
Un premier périodique titré The Cairns Post est publié, à partir du 10 mai 1883, jusqu'en 1893. D'abord hebdomadaire, il adopte une périodicité bi-hebdomadaire, en 1888, jusqu'à sa fusion dans le Cairns Argus.
Le Cairns Argus, créé en novembre 1889, avait pris la suite du Cairns Chronicle and Mulgrave, Herberton and Etheridge Mining Advocate, qui existait depuis 1885. Le Cairns Argus publie son dernier numéro en février 1900 et est remplacé, le 1er mars 1900, par le Cairns Daily Argus, qui se transforme en The Cairns Post le 5 juillet 1909.
Le journal paraît sous son titre principal six jours par semaine et, le dimanche, sous le titre The Cairns Weekend Post, les abonnements pouvant être séparés ou groupés.

## Sources
- (en) Rod Kirkpatrick, article « The First Cairns Post », dans Cairns Historical Society bulletin, nos  282-283, juin-juillet 1983.
- (en) Mary T. Williams, The Knob, A History of Yorkeys Knob, chez l'auteur, Yorkey's Knob (Queensland), 1988, viii-76.-[12] p.,  (ISBN 1862526222).
- (en) Timothy Bottoms (Timothy David Reis), A History of Cairns : City of the South Pacific (1770-1995) (thèse de doctorat, subventionnée par le Cairns City Council, soutenue en 2002 devant la School of Humanities, Faculty of Arts, Health and Science, Central Queensland University), manuscrit (702 p.) inédit en librairie mais référencé (994.36 54) dans le catalogue de l'Université centrale du Queensland. Les mentions relatives au Cairns Post proviennent du sous-chapitre Reflections, au sein du chapitre 5. The New Century (1894-1907).
- (en) State Library of Queensland, Missing [Queensland's] newspapers: Far North region (auteur : L. Miller, version du 23 avril 2008)